# Tuniška nogometna reprezentacija
Tuniška nogometna reprezentacija predstavlja Tunis u međunarodnom muškom nogometu, i pod vodstvom je Tuniškog nogometnog saveza.

## Povijest
Tuniški nogometni savez osnovan je 1956. godine. Godinu potom, odigrana je i prva utakmica. Alžir je slavio s 2:1. Prvo veliko natjecanje na koje se Tunis kvalificirao bilo je Afrički kup nacija 1962. godine. 1978. reprezentacija odlazi na prvo Svjetsko prvenstvo, u Argentini. Kartaški orlovi su u svom debiju ostvarili i pobjedu, protiv reprezentacije Meksika. Nakon 20 godina u elitno društvo vratili su se u Francuskoj, gdje su u skupini s Rumunjskom, Engleskom i Kolumbijom osvojili bod protiv Rumunja i završili posljednji. Četiri godine kasnije, u Japanu, ostvarili su isti doseg. Uzeli su bod protiv Belgije, te završili ponovno na posljednjem mjestu, iza Japana, Belgije i Rusije. Dvije godine kasnije, 2004. osvajaju Afrički kup nacija, prvi put u svojoj povijesti, pod vodstvom iskusnog francuskog stručnjaka Rogera Lemerrea, koji je Francusku 2000. godine doveo do naslova prvaka Europe. Veliku ulogu u tome imao je i naturalizirani brazilski majstor, napadač Francileudo Santos. U kvalifikacijama za Svjetsko prvenstvo 2006. u Njemačkoj izgubili su tek jednu utakmicu. Početkom 2006. na Afričkom kupu nacija zaustavljeni su u četvrtfinalu, gdje ih je boljim izvođenjem jedanaesteraca izbacila Nigerija. Na Svjetskom prvenstvu u Njemačkoj ponovno su ispali u skupini, dok su Južnu Afriku 2010. propustili, dopustivši Mozambiku da ih u posljednjoj utakmici savlada, te je na veliko natjecanje otišla Nigerija. 

## Sastav
Tuniški izbornik objavio je konačni popis igrača za Svjetsko prvenstvo 2022. 14. studenog 2022.
Nastupi i golovi zadnji put su ažurirani 27. rujna 2022. nakon utakmice protiv Brazila.
| 0#0 | Poz. | Igrač                    | Datum rođenja (dob) | Nastupi | Golovi | Klub               |
| --- | ---- | ------------------------ | ------------------- | ------- | ------ | ------------------ |
| 1   | G    | Aymen Mathlouthi         | 14. rujna 1984.     | 73      | 0      | Étoile du Sahel    |
| 2   | B    | Bilel Ifa                | 9. ožujka 1990.     | 36      | 0      | Kuwait SC          |
| 3   | B    | Montassar Talbi          | 26. svibnja 1998.   | 22      | 1      | Lorient            |
| 4   | B    | Yassine Meriah           | 2. srpnja 1993.     | 60      | 3      | Espérance de Tunis |
| 5   | B    | Nader Ghandri            | 18. veljače 1995.   | 7       | 0      | Club Africain      |
| 6   | B    | Dylan Bronn              | 19. lipnja 1995.    | 36      | 2      | Salernitana        |
| 7   | N    | Youssef Msakni (kapetan) | 28. listopada 1990. | 87      | 17     | Al-Arabi           |
| 8   | V    | Hannibal Mejbri          | 21. siječnja 2003.  | 18      | 0      | Birmingham City    |
| 9   | N    | Issam Jebali             | 25. prosinca 1991.  | 9       | 2      | OB                 |
| 10  | N    | Wahbi Khazri             | 8. veljače 1991.    | 71      | 24     | Montpellier        |
| 11  | N    | Taha Yassine Khenissi    | 6. siječnja 1992.   | 48      | 9      | Kuwait SC          |
| 12  | B    | Ali Maâloul              | 1. siječnja 1990.   | 82      | 2      | Al Ahly            |
| 13  | V    | Ferjani Sassi            | 18. ožujka 1992.    | 77      | 6      | Al-Duhail          |
| 14  | V    | Aïssa Laïdouni           | 13. prosinca 1996.  | 24      | 1      | Ferencváros        |
| 15  | V    | Mohamed Ali Ben Romdhane | 6. rujna 1999.      | 22      | 1      | Espérance de Tunis |
| 16  | G    | Aymen Dahmen             | 28. siječnja 1997.  | 4       | 0      | CS Sfaxien         |
| 17  | V    | Ellyes Skhiri            | 10. svibnja 1995.   | 48      | 3      | 1. FC Köln         |
| 18  | V    | Ghailene Chaalali        | 28. veljače 1994.   | 30      | 1      | Espérance de Tunis |
| 19  | N    | Seifeddine Jaziri        | 12. veljače 1993.   | 29      | 10     | Zamalek            |
| 20  | B    | Mohamed Dräger           | 25. lipnja 1996.    | 33      | 3      | Luzern             |
| 21  | B    | Wajdi Kechrida           | 5. studenoga 1995.  | 18      | 0      | Atromitos          |
| 22  | G    | Bechir Ben Saïd          | 29. studenoga 1994. | 10      | 0      | US Monastir        |
| 23  | N    | Naïm Sliti               | 27. srpnja 1992.    | 68      | 13     | Al-Ettifaq         |
| 24  | B    | Ali Abdi                 | 20. prosinca 1993.  | 9       | 1      | Caen               |
| 25  | V    | Anis Ben Slimane         | 16. ožujka 2001.    | 24      | 4      | Brøndby            |
| 26  | G    | Mouez Hassen             | 5. ožujka 1995.     | 20      | 0      | Club Africain      |

## Izbornici kroz povijest
| - Rachid Turki: 1956. – 1960. - Cherif Hechmi: 1956. – 1960. - Laarbi Soudani: 1956. – 1960. - Draoua Cheikh: 1956. – 1960. - Milan Kristic: 1960. – 1961. - Frane Matošić: 1961. – 1962. - André Gérard: 1963. – 1965. - Mokhtar Ben Nacef: 1965. – 1968. - Rado Rodcijic: 1968. – 1970. - Beogovie Sereta: 1969. - Ameur Hizem: 1970. – 1974. - André Nagy: 1974. – 1975. - Abdelmajid Chetali: 1975. – 1978. - Ameur Hizem: 1978. – 1979. - Hmid Dhib: 1979. – 1980. | - Ryszard Kulesza: 1981. – 1983. - Youssef Zouaoui: 1984. – 1986. - Jean Vincent: 1986. – 1987. - Taoufik Ben Othman: 1987. – 1988. - Antoni Piechniczek: 1988. - Mokhtar Tlili: 1988. – 1989. - Antoni Piechniczek: 1989. - Mrad Mahjoub: 1990. – 1993. - Youssef Zouaoui: 1994. - Henryk Kasperczak: 1994. – 1998. - Francesco Scoglio: 1998. – 2001. - Eckhard Krautzun: 2001. - Henri Michel: 2001. – 2002. - Ammar Souayah: 2002. - Khemaïs Laabidi: 2002. | - Roger Lemerre: 2002. – 2008. - Humberto Coelho: 2008. – 2009. - Faouzi Benzarti: 2009. – 2010. - Bertrand Marchand: 2010. - Sami Trabelsi: 2010. – 2013. - Nabil Maâloul: 2013. - Ruud Krol: 2013. - Georges Leekens: 2014. – 2015. - Henryk Kasperczak: 2015. – 2017. - Nabil Maâloul: 2017. – 2018. - Faouzi Benzarti: 2018. - Alain Giresse: 2018. – 2019. - Mondher Kebaier: 2019. – 2022. - Jalel Kadri: 2022. – danas |